# Wolfgang Hentzschel
Wolfgang Hentzschel (* 6. Oktober 1927; † 12. Mai 2019 in Weimar) war ein Wissenschaftler und kurzzeitig Oberbürgermeister von Weimar.
Nach Kriegsabitur studierte Hentzschel bei Helmut Kirchberg an der Bergakademie Freiberg. Danach war er wissenschaftlicher Mitarbeiter am neugegründeten Forschungsinstitut für Aufbereitung (FIA) in Freiberg. Ab 1956 arbeitet Hentzschel als wissenschaftlicher Berater beim Aufbau einer Blei-Zink-Flotationsanlage in Albanien mit und wurde dort anschließend Betriebsleiter. Nach 1962 wurde er zum Inhaber des Lehrstuhles für Aufbereitung an der Hochschule für Architektur und Bauwesen Weimar (HAB) berufen. Das Fachgebiet umfasste die Gewinnung, Aufbereitung und Verwertung von Bauzuschlagstoffen und Natursteinen. Nach seiner Emeritierung im Jahre 1992 arbeitete Hentzschel noch einige Jahre weiter bis ein Nachfolger gefunden wurde.
Im Juni 1990 war Hentzschel vom 6. Juni bis zum 2. Juli kurzzeitig Oberbürgermeister von Weimar.